# Hogan-Gruppe
Die Hogan-Gruppe (englisch Hogan Group) ist eine unbewohnte Inselgruppe in der Bass-Straße zwischen Australien und Tasmanien. Die aus neun Inseln und zahlreichen Felsen bestehende Gruppe liegt etwa 32 km nordwestlich der Kent-Gruppe. Die mit Abstand größte Insel Hogan liegt im Westen der Gruppe.
Während fast 99 % der Landfläche der Inseln zum australischen Bundesstaat Tasmanien zählt, gehören zwei winzige Inseln im Nordosten, Boundary Island und Seal Rock, und einige der Twin Islands im Nordwesten, ganz oder teilweise zum Bundesstaat Victoria.
Die einzige Landgrenze dieser beiden südaustralischen Teilstaaten verläuft dabei quer durch Boundary Island und ist nur 85 Meter lang.

## Inseln
| Inselname       | Aliasname                        | Koordinaten           | Fläche | Einwohner | Anmerkung                       |
| --------------- | -------------------------------- | --------------------- | ------ | --------- | ------------------------------- |
| Seal Rock       |                                  | 39° 12′ S, 147° 02′ O | 0,0001 | –         | AU-Victoria                     |
| Boundary Island | Boundary Islet, North East Islet | 39° 12′ S, 147° 01′ O | 0,02   | –         | teilweise AU-Victoria           |
| Twin Islands    | Twin Islets                      | 39° 12′ S, 146° 59′ O | 0,1    | –         | 3 Inseln, teilweise AU-Victoria |
| Long Island     | Long Islet                       | 39° 12′ S, 147° 00′ O | 0,26   | –         |                                 |
| East Island     | East Islet                       | 39° 13′ S, 147° 01′ O | 0,16   | –         |                                 |
| Hogan Island    |                                  | 39° 13′ S, 146° 59′ O | 2,32   | –         |                                 |
| Round Island    | Round Islet                      | 39° 14′ S, 147° 00′ O | 0,05   | –         |                                 |